# Draper (kráter)
Draper je malý impaktní kráter v jižní části Mare Imbrium. Má miskovitý tvar s malým porušením severovýchodního okraje. Severoseverně se nachází kráter Pytheas a jižně leží pohoří Montes Carpatus (Karpaty). Poblíž kráteru směrem na jihojihovýchod se nachází menší kráter nazvaný Draper C. Kráter byl nazván podle amerického astronoma Henryho Drapera.

## Satelitní krátery

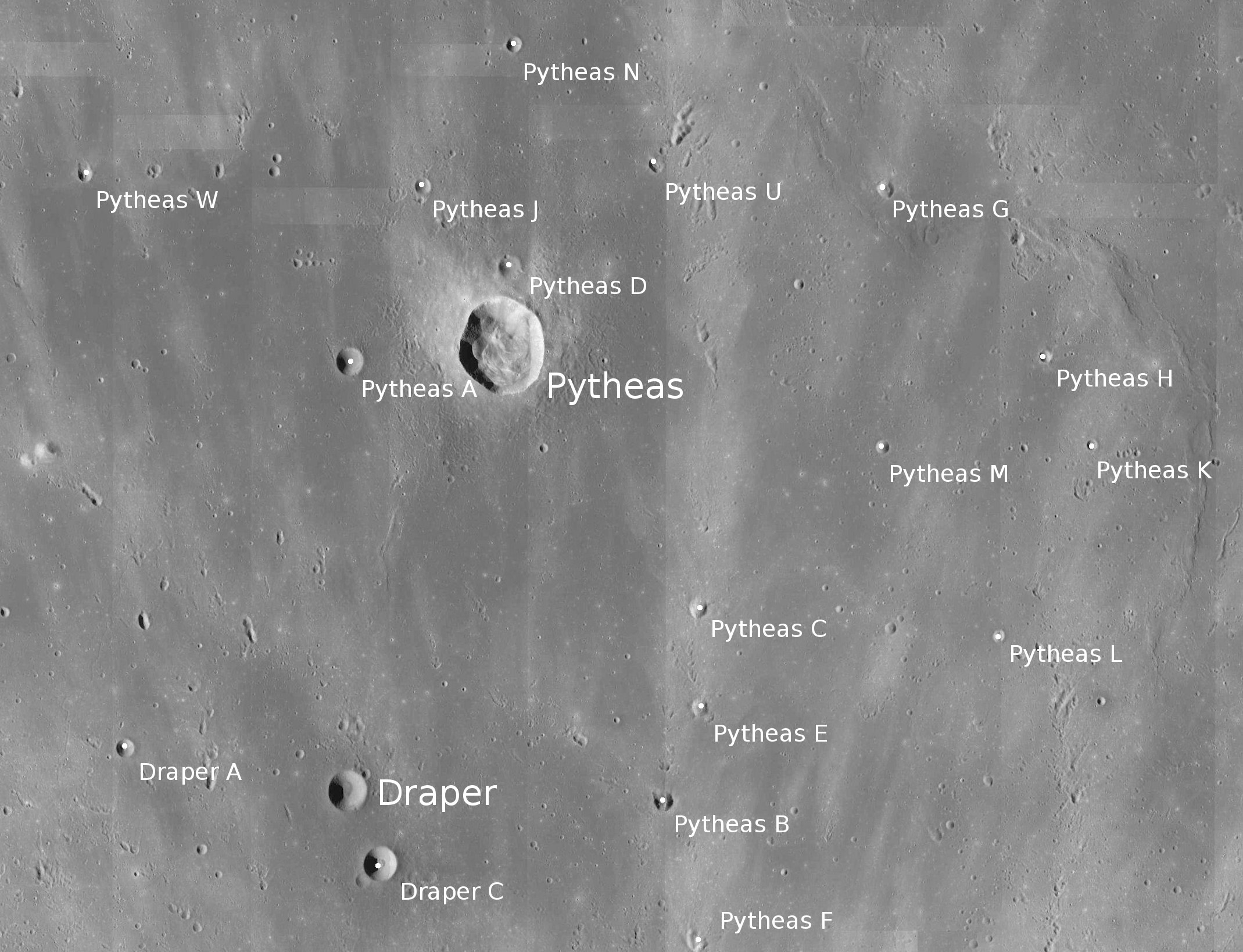
Krátery Draper a Pytheas.

V okolí kráteru se nachází několik menších kráterů. Ty byly označeny podle zavedených zvyklostí jménem hlavního kráteru a velkým písmenem abecedy.
| Draper | Sel. šířka | Sel. délka | Průměr |
| ------ | ---------- | ---------- | ------ |
| A      | 17,9° S    | 23,4° Z    | 3,9 km |
| C      | 17,1° S    | 21,5° Z    | 7,4 km |